# Casa-Museo Benlliure

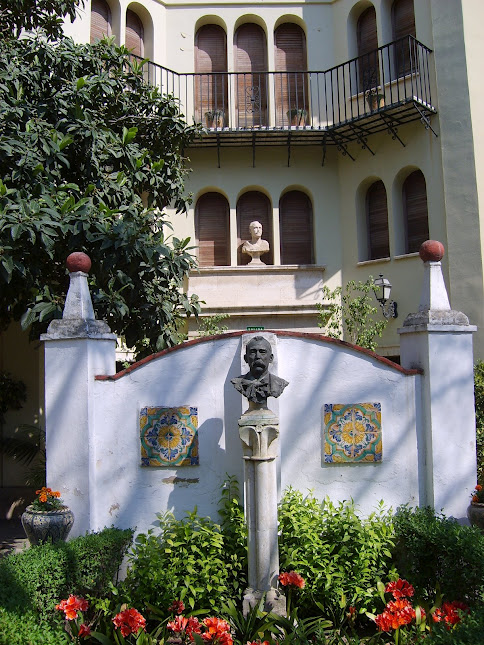
Jardín posterior de la casa-museo, presidido por el busto obra de Mariano Benlliure, para el que tomó como modelo a su padre Juan Antonio Benlliure y Tomás.

La Casa-Museo Benlliure es un conjunto de interés cultural situado en el número 23 de la calle Blanquerías, en el barrio del Carmen de la ciudad de Valencia. El inmueble principal, edificado en 1880, fue domicilio familiar de José Benlliure Gil, que lo compró en 1912 a su regreso de Roma, lo reformó y amuebló con enseres traídos de Italia, ordenando a su vez la construcción en el solar trasero de un pabellón para estudio propio y de su hijo “Peppino”. La finca y sus colecciones fueron donados en 1957 al Ayuntamiento de Valencia por María Benlliure Ortiz. El conjunto, inaugurado en 1982 como museo, incluye un jardín romántico y se conserva el mencionado pabellón de pintura.

## Descripción
Los tres pisos del edificio principal diseñado por Vicente Miguel Viñuelas quedan distribuidos como museo así: La planta baja recrea distintas estancias domésticas, decoradas con obras de los diferentes miembros de la familia, así como de artistas contemporáneos suyos, como los también pintores valencianos Joaquín Sorolla y Muñoz Degraín, o de otros singulares artistas como Santiago Rusiñol. En el entresuelo se conserva una colección de obras de José Benlliure, mientras que en la primera planta se exponen obras de su hijo, José Benlliure Ortiz, más conocido como “Peppino”, y del hermano escultor Mariano Benlliure. La segunda planta queda reservada como sala de exposiciones temporales. 
En la parte posterior de la casa señorial se conserva un jardín mediterráneo de estética romántica, con paneles de azulejería, esculturas y muy diversa y abigarrada decoración. Al fondo del jardín está el pabellón de pintura y estudio del artista, decorado con muebles de época, instrumentos musicales, tapices y otros diversos objetos, además de algunas obras de José Benlliure conservadas por la familia.